# Paramesochra gigas
Paramesochra gigas är en kräftdjursart som beskrevs av Wells 1965. Paramesochra gigas ingår i släktet Paramesochra och familjen Paramesochridae. Inga underarter finns listade i Catalogue of Life.